# Farisæere
 "Farisæer" omdirigeres hertil. For andre betydninger af Farisæer, se Farisæer (flertydig).
Farisæere er navnet på et religiøst parti i den antikke jødedom. Ordet farisæer (Latin pharisæ|us, -i) kommer fra Hebraisk פרושים perushim fra פרוש parush, som betyder "udskilt" .
Farisæerne er meget omtalt i Det Ny Testamente (NT) som en gruppe, der er i opposition til Jesus.
En af de mest kendte farisæere er Apostlen Paulus, der ifølge NT var en ivrig farisæer før hans omvendelse til kristendommen.
Bevægelsen, der sammen med Saddukæerne og Essæerne udgjorde de tre største religiøse retninger i antik jødedom, talte ifølge den jødiske historieskriver Josefus omkring 6000 og var formentlig kun udbredt i selve Palæstina og ikke i den jødiske diaspora.

## Bevægelsens lære
Farisæerne var kendetegnet ved, at de lagde stor vægt på overholdelse af Moseloven særlig renhedsforskrifterne og desuden "fædrenes overleveringer", som var en betegnelse for hele den mundtlige fortolkning af Moseloven. Bevægelsens etik havde mange detaljerede forskrifter og praktiske anvisninger og fremstilles i evangelierne som et hyklerisk fromhedsliv. I Apostlenes Gerninger er beskrivelsen noget mere positiv.
Farisæerne var passive for den romerske besættelse, idet de betragtede den som en plage, som folket måtte bære på grund af dets synder.

## Sprogbrug
Ordet farisæer anvendes nedsættende om en person, der fremstiller sig som mere from og retfærdig end andre. Ordet kan anvendes synonymt med hykler og skinhellig. Det har sin rod i, at farisæerne fremstilledes på denne måde i evangelierne, bl.a. i lignelsen om tolderen og farisæeren (Lukasevangeliet, kap. 18,9-14).
En farisæer er også en betegnelse for en kaffepunch, der er dækket af et lag flødeskum.